# كورنيليا إندر
كورنيليا إندر (بالألمانية: Kornelia Ender) (Kornelia Ender) هي لاعبة أولمبية لرياضة السباحة من ألمانيا الشرقية. شاركت في الأولمبياد الصيفي في 1972–1976، وفازت بما مجموعه 8 ميداليات.

## الميداليات
| ذهب | فضة | برونز | المجموع |
| 4   | 4   | 0     | 8       |

## روابط خارجية
- كورنيليا إندر على موقع الاتحاد الدولي للسباحة (الإنجليزية)
- كورنيليا إندر على موقع SwimRankings.net (الإنجليزية)
- كورنيليا إندر على موقع قاعة مشاهير السباحة العالمية (الإنجليزية)
- كورنيليا إندر على موقع اللجنة الأولمبية الدولية (الإنجليزية)
- كورنيليا إندر على موقع أوليمبيديا (الإنجليزية)